# Sitionuevo
Sitionuevo es un municipio en el departamento de Magdalena, al norte de Colombia. Bajo su jurisdicción se encuentra los famosos corregimientos palafito de Nueva Venecia y Buenavista; Además, de Palermo donde se encuentra la conexión vial del Puente Pumarejo.

## Historia
Fue fundado el 1 de enero de 1751, en un sitio distinto al que hoy se encuentra con el nombre de Santa Cruz de Pizarro, después se llamó Santa Cruz de San José y por último Sitionuevo

## División Político-Administrativa
Además de su Cabecera municipal. Sitionuevo tiene bajo su jurisdicción los siguientes Centros poblados:
- Buenavista
- Nueva Venecia - El Morro
- Palermo
- San Antonio

Además, de la Vereda: Carmona

## Ubicación
- Latitud Norte: 10° 46’ 48’’
- Longitud Oeste: 74° 43’ 32’’
- Área: 967 km²
- Distancia de la capital: 126 km
- Distancia a Barranquilla: 4 km

## Características geográficas
- Temperatura media: 30 °C
- Altura sobre nivel del mar: 5 m s. n. m.
- Bordea la margen derecha del río Magdalena
- Relieve: el territorio es bajo, plano y cenagoso bañado por el río Magdalena y el Mar Caribe.
- Hidrografía: en su territorio se localiza parte de la Ciénaga Grande de Santa Marta y otras ciénagas como Cuatro Bocas, Conchal, Las Piedras, Pajarral, El Torno y La Atascosa.

## Economía
- .Ganadería: vacuno, porcino, piscícola y avícola.
- Agricultura: yuca, maíz, melón, tomate, arroz, mango y hortalizas.
- Industria: tiene importantes ladrilleras y en 2006 se levantó el veto ecológico a la construcción de puertos fluviales sobre la margen derecha del río Magdalena. Por lo que se espera la generación de importantes recursos por explotación de carga.

## Sitios de interés
Parque Islas de Salamanca creado en 1964 refugio de aves y anfibios por su abundante cantidad de Manglares. No cuenta con infraestructura para alojamiento, temporalmente Barranquilla ofrece a los visitantes excelentes hoteles que permiten realizar visitas diurnas al Área Protegida. No se cobra acceso al Parque.

## Infraestructura
Cuenta con servicios públicos de telefonía, energía y Alumbrado Público, presenta deficiencias de acueducto y alcantarillado.

### Servicios públicos
- Energía Eléctrica: Air-e, del grupo EPM, es la empresa prestadora del servicio de energía eléctrica.
- Gas Natural: Gases del Caribe es la empresa distribuidora y comercializadora de gas natural en el municipio.

## Galería de imágenes
|                                      |
| Vista de Nueva Venecia en Sitionuevo |

Panorámicas